# 白衣の女

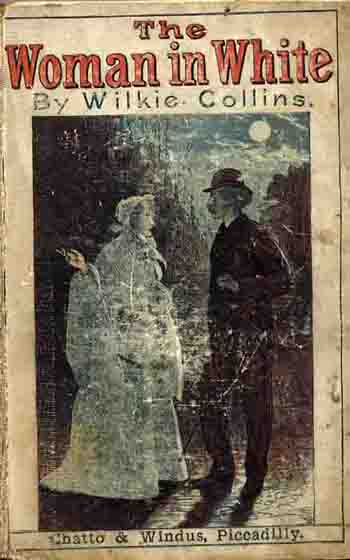
ハートライトと白衣の女の出会い

『白衣の女』（びゃくえのおんな、The Woman in White ）は、イギリスのヴィクトリア朝のウィルキー・コリンズの長編推理小説・恋愛小説。1859年からディケンズ主宰の雑誌All the Year Roundに連載。1860年出版。
本作は全身白い衣服に身をまとった女の物語であり、美術教師ハートライトと、その生徒ハルコムの視点から語られる。
発表と同時に大ブームを巻き起こす。書店に行列ができ、時の蔵相（のち首相）ウィリアム・グラッドストンは友人とのオペラ鑑賞をすっぽかしてまで読みふけったという。
T・S・エリオットは、本作品は「最高の人間描写」を含んでいると激賞した。

## あらすじ
青年画家ウォルター・ハートライトはリメリジ家の家庭教師をすることになった。就職前夜、彼は荒野を行く途中、白衣の女に呼び止められた。額の蒼い美女は、ロンドン街道まで案内して欲しいと頼んだ。彼女はやけにリメリジ家に明るい一方、ハンプシャーの准男爵を恐れていた。別れ際、彼女が精神病院脱走者であることを知った彼は驚愕した。
この作品の中心は、白衣の女アン・キャサリックとリメリジ家の女性相続人ローラ・フェアリーとの肖似である。ローラは婚約通り、ハンプシャーの准男爵サー・パーシヴァルと結婚したが、彼はローラの財産を入手するべく、ローラをアンの元入院先の病院に入れ、アンが死ぬやその遺体をローラの遺体として埋葬した。しかし陰謀は、ハートライトと彼女の姉マリアンにより暴露され、ハートライトとローラは結婚したのであった。

## 主な登場人物
ウォルター・ハートライト美術教師。
ペスカおぼれかかったところをハートライトに助けられるイタリア語教師。感激屋。ハートライトが事件に巻き込まれるきっかけを作る。
アン・キャサリック白い衣服を身にまとった正体不明の女。
キャサリック夫人アンの母親。
ローラ・フェアリーハルコムの異母妹。ハートライトを愛するが、亡き父親との約束の相手クライドと結婚する。
マリアン・ハルコムローラの異母姉。知性的な女性。ローラを愛して止まない。
パーシバル・クライド卿ブラックウォーター・パークの所有者。
フォスコ伯爵イタリア人貴族。
フォスコ夫人フォスコ伯爵の妻で、ローラ・フェアリーのおばのエレノア。

## 映像化
「白衣の女」は何度も映画化・ドラマ化されている。
- 1912年に2本、1917年に1本、ハリウッドでサイレント映画化されている。
- 1929年にイギリスにてサイレント映画化。
- 1948年にギグ・ヤング、アレクシス・スミス主演で映画化。日本では劇場未公開だったが『白いドレスの女』でテレビ放映。
- 1982年にBBCがミニ・シリーズとして映像化。
- 同じく1982年、ロシアでアレクサンドル・アブドゥロフ主演で映画化された。
- 1997年に再びBBCがミニ・シリーズとして映像化、アンドリュー・リンカーンとタラ・フィッツジェラルドが出演。
- 2004年にアンドルー・ロイド・ウェバーによって『ウーマン・イン・ホワイト』としてミュージカル化され、ロンドンのウエスト・エンドで上演された後、ブロードウェイでも上演された。
- 2011年に本作を原案とした『霧に棲む悪魔』が東海テレビ制作昼の帯ドラマ枠で放送された。主演は入山法子。

## 日本語訳
- 『白衣婦人』原抱一庵訳（1891）
- 『白衣の女』田中早苗訳（1922）国会図書館デジタルコレクション
- 『白衣の女』中西敏一訳、国書刊行会 ゴシック叢書（全3巻）1978、新版（全2巻）1994
- 『白衣の女』中島賢二訳、岩波文庫（上中下）1996